# Straßenradsport-Weltmeisterschaften 1947
Die Straßenradsport-Weltmeisterschaften 1947 fanden am 2. und 3. August 1947 in Reims (Frankreich) statt.

## Renngeschehen
Auf einem Rundkurs von 7,8 Kilometern bewältigten die Berufsfahrer mit 35 Runden 274 Kilometer. Bei glühender Hitze bot die Strecke keinen Schatten, sodass von den gestarteten 31 Teilnehmern nur sieben das Ziel erreichten. Unter den Ausgeschiedenen waren auch der Titelverteidiger Hans Knecht und der aktuelle Sieger des Giro d’Italia, Fausto Coppi. Nachdem lange Zeit der Niederländer Sjef Janssen allein an der Spitze gefahren war, wurde er in der letzten Runde von einem vierköpfigen Verfolgerfeld eingeholt. Mit einem langen Spurt sicherte sich der 33-jährige Niederländer Theofiel Middelkamp mit einem Stundenmittel von 36,7 Kilometern den Weltmeisterschaftstitel.
Die Amateure fuhren 164 Kilometer. Es gab einen italienischen Doppelsieg: Der 23-jährige Alfo Ferrari siegte im Spurt aus einer fünfköpfigen Spitzengruppe vor seinem Landsmann Silvio Pedroni.
Wie schon 1946 waren weder bei den Profis noch bei den Amateuren deutsche Fahrer am Start, da es zu dieser Zeit noch keinen nationalen Verband gab. An den Titelkämpfen nahmen Radrennfahrer aus 21 Nationen teil.

## Ergebnisse
| Profis (274 km) | Profis (274 km)     | Profis (274 km) | Profis (274 km) |
| Platz           | Athlet              | Land            | Zeit            |
| --------------- | ------------------- | --------------- | --------------- |
| 1               | Theofiel Middelkamp | NED             | 7:28:17 h       |
| 2               | Albert Sercu        | BEL             | +0:10 min       |
| 3               | Sjef Janssen        | NED             | +0:10 min       |
| 4.              | Fiorenzo Magni      | ITA             | +0:10 min       |
| 5.              | Edouard Fachleitner | FRA             | +0:44 min       |
| 6.              | Bim Diederich       | LUX             | +7:20 min       |
| 7.              | Joseph Magnani      | USA             | +10:40 min      |

| Amateure (164 km) | Amateure (164 km) | Amateure (164 km) | Amateure (164 km) |
| Platz             | Athlet            | Land              | Zeit              |
| ----------------- | ----------------- | ----------------- | ----------------- |
| 1                 | Alfo Ferrari      | ITA               | 4:18:58 h         |
| 2                 | Silvio Pedroni    | ITA               | +0:39 min         |
| 3                 | Gerard van Beek   | NED               | +0:40 min         |